# Counting Stars (OneRepublic)
Counting Stars è un singolo del gruppo musicale statunitense OneRepublic, pubblicato il 14 giugno 2013 come terzo estratto dal terzo album in studio Native.
Nel Regno Unito è stato pubblicato come primo singolo ufficiale.
Il 15 settembre 2023 è stata rilasciata una nuova versione del singolo, rimasterizzato in un pop orchestrale per celebrare i suoi dieci anni dall’uscita.

## Descrizione
Il brano è stato scritto da Ryan Tedder e prodotto dallo stesso Tedder e da Noel Zancanella.

## Video musicale
Il video musicale è stato girato il 10 maggio 2013 a New Orleans ed è stato pubblicato il 31 maggio 2013. Nel video si vede la band eseguire la canzone in una stanza cupa al piano terra di un edificio, circondata da lampadine appese - ripresa alternata con scene di alcune persone che stanno partecipando a una funzione religiosa di una Chiesa del Risveglio in un luogo simile ad un ufficio al piano superiore. Alla fine del video, il pavimento dell'ufficio crolla e uno dei fedeli cade, finendo nella stanza sottostante dove la band stava eseguendo la canzone. Nel video sono inoltre presenti alcune scene in cui si vede un alligatore spostarsi da una stanza all'altra del piano terra. Il video musicale di accompagnamento della canzone è stato diretto da James Lees.
Il video musicale è uno dei più visti su YouTube, con il raggiungimento del miliardo di visualizzazioni, ed è la prima band a raggiungere questo traguardo. L'8 novembre 2017 e l'8 luglio 2020 il video raggiunge rispettivamente i due e i tre miliardi di visualizzazioni.

## Tracce
1. Counting Stars – 4:17
2. Counting Stars (Lovelife Remix) – 3:55
3. Counting Stars (2023 Version) – 3:51

## Formazione
- Ryan Tedder – voce
- Zach Filkins – chitarra acustica, cori
- Drew Brown – chitarra, tastiera, cori
- Brent Kutzle – basso, cori
- Eddie Fisher – batteria

## Successo commerciale
La canzone ha ottenuto un grande successo internazionale, diventando il singolo di maggior successo della band, superando Apologize. Ha raggiunto la posizione numero due della Billboard Hot 100 e il primo posto nel Regno Unito, arrivando anche nei primi dieci posti in altri venti paesi, tra cui Australia, Canada, Francia, Germania, Irlanda, Italia e Nuova Zelanda.

## Classifiche

### Classifiche settimanali
| Classifica (2013-22)             | Posizione massima |
| -------------------------------- | ----------------- |
| Australia                        | 2                 |
| Austria                          | 4                 |
| Belgio (Fiandre)                 | 22                |
| Belgio (Vallonia)                | 18                |
| Canada                           | 1                 |
| Danimarca                        | 3                 |
| Finlandia                        | 1                 |
| Francia                          | 7                 |
| Germania                         | 3                 |
| Grecia                           | 4                 |
| Italia                           | 8                 |
| Irlanda                          | 2                 |
| Messico                          | 1                 |
| Norvegia                         | 4                 |
| Nuova Zelanda                    | 2                 |
| Paesi Bassi                      | 3                 |
| Polonia                          | 1                 |
| Portogallo                       | 156               |
| Regno Unito                      | 1                 |
| Repubblica Ceca                  | 2                 |
| Slovacchia                       | 1                 |
| Slovenia                         | 5                 |
| Spagna                           | 4                 |
| Stati Uniti                      | 2                 |
| Stati Uniti (adult contemporary) | 1                 |
| Stati Uniti (adult alternative)  | 4                 |
| Stati Uniti (adult pop)          | 1                 |
| Stati Uniti (dance)              | 30                |
| Stati Uniti (pop)                | 1                 |
| Stati Uniti (digital)            | 2                 |
| Stati Uniti (radio)              | 1                 |
| Svezia                           | 6                 |
| Svizzera                         | 9                 |
| Ungheria                         | 3                 |

### Classifiche di fine anno
| Classifica (2014) | Posizione |
| ----------------- | --------- |
| Italia            | 13        |
| Classifica (2021) | Posizione |
| Portogallo        | 191       |
| Classifica (2022) | Posizione |
| Australia         | 89        |
| Classifica (2023) | Posizione |
| Australia         | 84        |

## Cover
Il brano è stato reinterpretato nel 2014 dall'attore Skylar Astin nella serie TV Glee nell'episodio La città degli angeli, della quinta stagione.
Il gruppo pop rock e alternative rock statunitense R5, nello stesso anno, ha realizzato una cover di Counting Stars contenuta nell'EP Live in London, che è stata inoltre eseguita durante un concerto londinese del Louder World Tour con i The Vamps.
Sempre nel 2014, ad aprile, il cantante statunitense Secondhand Serenade ha pubblicato una sua cover di Counting Stars nell'album The Cover Up, della Destiny Nashville.